# Stephanopoides
Genre
Synonymes
- Parastephanops F. O. Pickard-Cambridge, 1900
- Browningella Mello-Leitão, 1948

Stephanopoides est un genre d'araignées aranéomorphes de la famille des Thomisidae.

## Distribution
Les espèces de ce genre se rencontrent en Amérique du Sud et au Panama.

## Liste des espèces
Selon World Spider Catalog (version 18.0, 24/02/2017) :
- Stephanopoides brasiliana Keyserling, 1880
- Stephanopoides cognata O. Pickard-Cambridge, 1892
- Stephanopoides sexmaculata Mello-Leitão, 1929
- Stephanopoides simoni Keyserling, 1880

## Publication originale
- Keyserling, 1880 : Die Spinnen Amerikas, I. Laterigradae. Nürnberg, vol. 1, p. 1-283 (texte intégral).